# Deltochilum elevatum
Deltochilum elevatum är en skalbaggsart som beskrevs av François Louis Nompar de Caumont de Laporte 1840. Deltochilum elevatum ingår i släktet Deltochilum och familjen bladhorningar. Inga underarter finns listade i Catalogue of Life.